# Alfred Muller
Alfred Muller (1954) is een Nederlandse journalist en publicist.
Hij studeerde politicologie aan de State University of New York. Sinds 1983 is hij woonachtig in Jeruzalem. Hij is aldaar werkzaam als correspondent voor Israël en omgeving voor de christelijke kranten het Nederlands Dagblad en het Reformatorisch Dagblad. Daarnaast publiceert hij over allerlei kwesties die verband houden met Israël, de Joden, de Palestijnen en andere Arabieren waarbij dikwijls het christelijk geloof in het geding is. Ook werkt hij mee aan tv-documentaires. Muller gaat met name in op de religieuze aspecten van het Arabisch-Israëlisch conflict.

## Werken (selectie)
- Geheim offensief: de verborgen achtergronden van het Arabisch-Israëlische conflict, 1991, 160 p., Chai pers - Nijkerk, ISBN 90-73632-02-1
- Geloven en zien: protestanten ontdekken heilige plaatsen, 2002, 95 p., Medema - Nijkerk, ISBN 90-6353-387-X
- Israël verenigt de naties: de houding van de VN tegenover de joodse natie, 2003, 103 p., Medema - Vaassen, ISBN 90-6353-405-1
- Hoe groot mag Israël worden? De spanning tussen de landbelofte en politieke realiteit, 2009, 116 p., Boekencentrum - Zoetermeer, ISBN 978-90-239-2342-8